# Кот Сен Лик (Квебек)
Кот Сен Лик (фр. Côte-Saint-Luc) је град у Канади у покрајини Квебек. Према резултатима пописа 2011. у граду је живело 32.321 становника.

## Становништво
Према резултатима пописа становништва из 2011. у граду је живело 32.321 становника, што је за 2,9% више у односу на попис из 2006. када је регистровано 31.395 житеља.
| 2006.  | 2011.  |
| ------ | ------ |
| 31.395 | 32.321 |